# 노부나가의 야망 천도
《노부나가의 야망 천도》(일본어: 信長の野望・天道)는 코에이에서 2009년 9월 18일에 윈도우판이 발매된 역사 시뮬레이션 게임으로, 노부나가의 야망 시리즈의 13번째 작품이다.
천도에서는 길을 만들 수 있어서 길을 통한 내정, 수송, 전쟁을 할 수밖에 없다.
내정을 할 때는 성과 상관, 무가촌, 촌락 등과 길이 연결되어 있어야지만, 해당 성의 내정을 할 수 있다.
오리지널 천도와 PK판에서의 이마가와 요시모토의 이미지가 달라졌다.

## 전승 모드
천도에는 두 가지 전승 모드를 선택해서 플레이 할 수 있다. 각각의 모드를 선택하거나 두 모드를 동시에 선택할 수 있다. 나가오 가게토라와 도쿠가와 이에야스가 각 모드의 주인공이다.

### 우에스기 겐신
우에스기 겐신의 전승 모드는 우에스기 겐신의 여성화이다. 전국 모드의 시나리오 중 ‘信長元服’시나리오에서 나가오씨(長尾氏)로 전승모드를 플레이를 할 경우 여자가 된 나가오 가게토라(우에스기 겐신)가 등장하는 이벤트가 발생한다.

### 도쿠가와 이에야스
도쿠가와 이에야스의 전승 모드는 그림자 무사이다. 군웅 패권 모드의 ‘不如帰の行方’ 시나리오에서 도쿠가와씨(徳川氏)로 전승 모드를 플레이를 할 경우 도쿠가와 이에야스는 암살당하고 세라타 이에야스(世良田家康)라는 장수가 도쿠가와 이에야스로 분장해서 등장을 하게 된다.